# Экзогенные месторождения
Гипергенные месторождения (седиментационные, экзогенные) — залежи полезных ископаемых, связанные с древними и современными геохимическими процессами на поверхности Земли. Гипергенные месторождения формируются в результате механического и биохимического преобразования и дифференциации минеральных веществ эндогенного происхождения. Различают остаточные, инфильтрационные, россыпные и осадочные гипергенные месторождения. 
Остаточные месторождения формируются вследствие выноса растворимых минералов, соединений из коры выветривания и накопления труднорастворимого остатка, образующего руды никеля, железа, марганца, магнезит, боксит, каолин. Инфильтрационные месторождения возникают при осаждении из подземных вод растворенных в них минеральных веществ ниже поверхности Земли (руды урана, меди, золота, серебра, самородной серы). Россыпные месторождения образуются при накоплении в рыхлых отложениях на дне рек и морских побережий тяжелых и прочных ценных минералов (золото, платина, минералы титана, вольфрама, олова). Осадочные месторождения создаются в процессе осадконакопления на дне морских и континентальных водоемов (уголь, горючие сланцы, нефть, горючий газ, соли, фосфориты, руды железа, марганца, алюминия, урана, меди, ванадия, а также гравий, пески, глины, известняки, цемент, гипс, яшма, трепел).
Гипергенные месторождения полезных ископаемых на территории Казахстана широко распространены в Рудном Алтае, Каратау, Центральном Казахстане и многих других регионах.